# Vrabia
Vrabia (węg. Csíkverebes) – wieś w Rumunii, w okręgu Harghita, w gminie Tușnad. W 2011 roku liczyła 205 mieszkańców.